# Svinica, Košice-okolie
Svinica este o comună slovacă, aflată în districtul Košice-okolie din regiunea Košice. Localitatea se află la altitudinea de 252 m deasupra n.m., se întinde pe o suprafață de 27,11 km2 și în 2017 număra 884 de locuitori.

## Istoric
Localitatea Svinica este atestată documentar din 1276.

## Demografie
| An:                | 1994 | 2004    | 2014   | 2024    |
| ------------------ | ---- | ------- | ------ | ------- |
| Număr de persoane: | 657  | 824     | 853    | 1010    |
| Diferență:         |      | +25,41% | +3,51% | +18,40% |

| An:                | 2023 | 2024   |
| ------------------ | ---- | ------ |
| Număr de persoane: | 1008 | 1010   |
| Diferență:         |      | +0,19% |